# Pasar Bengkulu
Pasar Bengkulu is een bestuurslaag in het regentschap Bengkulu van de provincie Bengkulu, Indonesië. Pasar Bengkulu telt 1603 inwoners (volkstelling 2010).